# Suspension consentie de l'incrédulité

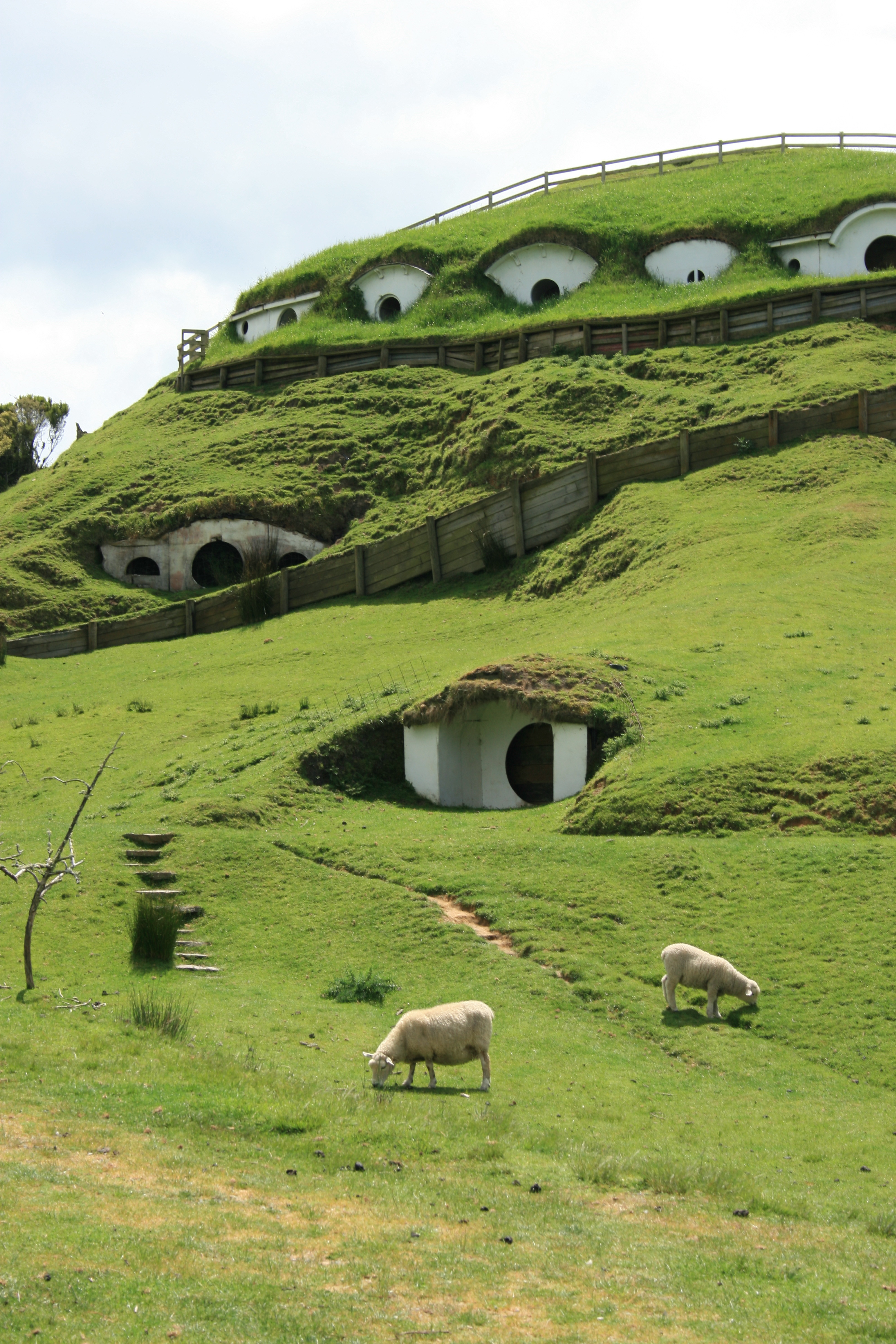
La colline d’Hobbitebourg, où se trouve Cul-de-Sac (Bag End), la demeure de Bilbo Baggins (décor employé dans l'adaptation cinématographique par Peter Jackson de l’œuvre de Tolkien).
Le succès de l’œuvre de J.R.R. Tolkien a introduit un véritable canon concernant la reprise de l'univers fictionnel qu'il a introduit.

L’expression suspension consentie de l'incrédulité (de l'anglais willing suspension of disbelief) décrit l’opération mentale effectuée par le lecteur ou le spectateur d'une œuvre de fiction qui accepte, le temps de la consultation de l'œuvre, de mettre de côté son scepticisme. Ce concept a été nommé en 1817 dans un texte de Samuel Coleridge.
En narratologie, on l'appelle plus souvent suspension volontaire de l'incrédulité, suspension d'incrédulité ou trêve de l'incrédulité, voire suspension délibérée de l'incrédulité.
En prestidigitation, on l'appelle la « suspension du refus de croire ».[réf. nécessaire]

## Historique
Samuel Taylor Coleridge, écrivain, critique et poète britannique, serait l'inventeur du concept dans sa Biographia Literaria (en), un essai sur la création et la lecture de la poésie publié en 1817.

« […] l'accord fut que je porterai mes efforts en direction des personnes et caractères surnaturels ou du moins romantiques ; le but étant de puiser au fond de notre nature intime une humanité aussi bien qu'une vraisemblance que nous transférerions à ces créatures de l'imagination, de qualité suffisante pour frapper de suspension, ponctuellement et délibérément, l'incrédulité, ce qui est le propre de la foi poétique »

— Samuel Taylor Coleridge, Biographia Literaria
Il suggère que si un auteur réussit à insuffler un intérêt et une vraisemblance dans un récit fantastique, le lecteur suspendra son jugement à propos de l'impossibilité d'une telle narration. La suspension consentie d'incrédulité est tout particulièrement importante dans le cadre de fictions d'action, de comédie, de fantastique et d'horreur, et de toute fiction qui contient des cascades complexes, des effets spéciaux mais aussi des arcs narratifs non-réalistes ou des personnages non-crédibles.
Un tel concept avait déjà été évoqué auparavant avec Ut pictura poesis dans l'Ars Poetica du poète romain Horace, dans un contexte marqué par une baisse de la superstition et un scepticisme accru.
Shakespeare avait aussi mentionné cette notion dans le prologue de Henri V : « (...) nous mettions en œuvre les forces de vos imaginations.(...)  Suppléez par votre pensée à nos imperfections (...) et créez une armée imaginaire (...) Car c’est votre pensée qui doit ici parer nos rois, — et les transporter d’un lieu à l’autre, franchissant les temps — et accumulant les actes de plusieurs années — dans une heure de sablier. »

## Fondement de la narration
La suspension de l'incrédulité est une opération mentale consistant à accepter de vivre une fiction comme s’il s’agissait de la réalité pour mieux ressentir ce que pourrait être la situation évoquée.
Il s'agit donc d’une expérience de simulation purement cognitive exerçant l’imagination et les sentiments de celui qui la vit. Cette expérience, tant qu’elle ne se prolonge pas dans le temps, est importante et souvent bénéfique pour l’individu dans la réalité, car certains fruits de l’imagination peuvent parfois être transcrits et trouver des applications dans la réalité, en dépit de l’incrédulité initiale.
Elle peut ainsi motiver un projet créatif, si l’individu sait détourner et adapter cette expérience cognitive en prenant en compte les éléments de son expérience réelle.
Les formes de mise en situation paradoxales sont souvent à la base de l’humour, jugé d’autant plus fin et utile que la situation imaginée, même si elle n’est pas crédible, s’approche de la réalité dans une forme épurée ou simplifiée et permet, en soulignant les petites différences entre cette « réalité inventée » et le monde réel, d’en saisir et comprendre certains aspects qui sont, autrement, difficiles à percevoir dans le contexte compliqué de la vie quotidienne où l’individu est soumis à de trop nombreux stimuli contradictoires.
La suspension d'incrédulité serait un ingrédient essentiel de toute sorte de narration. Dans un film, le spectateur devrait ignorer que la fiction qu'il voit n'est pas réelle et accepter temporairement cette fausse réalité pour être diverti. Les films en noir et blanc nous en donnent un bon exemple, puisque, même si l'image possède une excellente définition, elle n'est pas conforme à la manière dont la plupart des gens expérimentent le monde (à savoir : en couleurs). Pour mieux goûter le divertissement qui leur est procuré, les spectateurs suspendent volontairement leur incrédulité et considèrent que ce que leur montrent les images qui défilent en noir et blanc sur l'écran est bien la réalité.
Ainsi, le principe peut s'étendre à toutes les œuvres de fiction : pour lire un roman, il faut commencer par oublier que ce roman est un travail d'imagination et qu'il a un auteur. Cette notion est assez voisine de celle de la pensée paradoxale.